# Клонтибрет
Клонтибрет (англ. Clontibret; ирл. Cluain Tiobrad) — деревня и церковный приход в Ирландском графстве Монахан, (ирл. Contae Mhuineacháin). Деревня расположена недалеко от границы с Северной Ирландией, между городами Монахан, (ирл. Muineachán), и (ирл. Castleblayney) вдоль главной автострады Ирландии N2, (ирл. Bóthar príomha náisiúnta) которая связывает Дублин c Лондондерри. По данным за 2006 год население Клонтибрета составляло приблизительно 300 человек.

## Примечательные факты
В Клонтибрете родился выдающийся ирландский историк, византинист, искусствовед и филолог Джон Багнелл Бьюри, (англ. John Bagnell Bury — 16 октября 1861—1 июня 1927), oдин из главных инициаторов возрождения интереса к истории Византийской империи среди англоязычных историков. Д. Б. Бьюри был одним из авторов 11-го издания Энциклопедии Британника (1911 год), в 4-м томе которой ему посвящена статья.
Другим сыном Клонтибрета был генерал Джон О’Нил, который возглавлял Фенианское вторжение в Канаде в 1866, 1870 и 1871 годах.
Римско-католический Епископ Брендан Комиски, бывший Епископ Фернский, Уэксфордa, родился 13 августа 1935 года и является также уроженецем Клонтибрета. Служил помощником епископа Дублина с 1980 года до его назначения в Фернс в 1984. Он ушёл в отставку в 2002 году после обвинений в сексуальных надругательствах над ребёнком.